# Hällabrottet
Hällabrottet est une localité de Suède dans la commune de Kumla située dans le comté d'Örebro.
Sa population était de 1 789 habitants en 2010.